# Frank Bartley
Frank Bartley IV (Baton Rouge, Luisiana , Estados Unidos, 25 de febrero de 1994) es un jugador de baloncesto con nacionalidad estadounidense. Con 1,91 metros de altura juega en la posición de escolta. Actualmente forma parte de la plantilla del PAOK BC de la A1 Ethniki griega.

## Trayectoria ddeportiva

### Universidad
Es un escolta formado en los equipos universitarios norteamericanos de Brigham Young Cougars (2013-16) y Louisiana Ragin' Cajuns (2016-18). En la universidad de Luisiana destacó llegando a llamar la atención en la NBA, promediando 16,5 puntos y casi cuatro rebotes por partido. Promedio un 43% de acierto desde el triple. Tal fue su impacto en esta universidad que Frank se convirtió en uno de los 48 jugadores en superar la barrera de los 1.000 puntos, en tan solo dos temporadas.

### Profesional
Tras acabar su formación, en enroló en la Liga Nacional de Baloncesto de Canadá para jugar en las filas del Saint John Riptide en la temporada 2018-19 en los que jugaría 41 partidos, promediando 19,3 puntos por partido, llegando a ser el tercer máximo anotados de la liga. Fue elegido Novato del Año de la NBL y fue elegido dos veces jugador de la semana.
En julio de 2019, se convierte en jugador del Club Baloncesto Ciudad de Valladolid de la Liga LEB Oro.
En julio de 2020, se compromete con el Medi Bayreuth de la Basketball Bundesliga.
El 21 de agosto de 2021, firma por el Bakken Bears de la Basketligaen danesa.
El 20 de septiembre de 2021, se compromete con el Ironi Nes Ziona B.C. de la Ligat ha'Al israelí.
El 23 de julio de 2022 fichó por el Pallacanestro Trieste de la Lega Basket Serie A italiana.
El 21 de agosto de 2023, firma por el Qingdao Eagles de la Chinese Basketball Association china. Tras 17 partidos, el 30 de diciembre de 2023 firmó con el New Basket Brindisi de la Lega Basket Serie A italiana.
El 21 de junio de 2024 fichó por el PAOK BC de la A1 Ethniki griega.